# Starosedlský Hrádek
Starosedlský Hrádek là một làng thuộc huyện Příbram, vùng Středočeský, Cộng hòa Séc.